# Aspa (Insel)
Aspa ist eine kleine unbewohnte Schäreninsel im Aspevågen in Norwegen und gehört zur Stadt Ålesund in der norwegischen Provinz Møre og Romsdal. 
Sie liegt im Bereich des Hafens von Ålesund unmittelbar südlich der Inseln Aspøy und Nørvøy und nördlich von Hessa.
Die karge felsige Insel hat eine West-Ost-Ausdehnung von etwa 20 Metern bei einer Breite von bis ungefähr 15 Metern. Auf der Insel ist ein Seezeichen installiert.